# Distrito electoral de McClure (Illinois)
McClure (en inglés: McClure Precinct) es un distrito electoral ubicado en el condado de Alexander en el estado estadounidense de Illinois. En el Censo de 2010 tenía una población de 1034 habitantes y una densidad poblacional de 8,57 personas por km².

## Geografía
Según la Oficina del Censo de los Estados Unidos, tiene una superficie total de 120.68 km², de la cual 115.87 km² corresponden a tierra firme y (3.99%) 4.81 km² es agua.

## Demografía
Según el censo de 2010, había 1034 personas residiendo. La densidad de población era de 8,57 hab./km². De los 1034 habitantes, estaba compuesto por el 94.68% blancos, el 2.03% eran afroamericanos, el 0.29% eran amerindios, el 0.19% eran asiáticos, el 0.29% eran isleños del Pacífico, el 0.29% eran de otras razas y el 2.22% pertenecían a dos o más razas. Del total de la población el 0.68% eran hispanos o latinos de cualquier raza.